# Pan Theodor Mundstock
Pan Theodor Mundstock je psychologický román Ladislava Fukse vydaný roku 1963. Patří k vrcholům Fuksovy tvorby. Šílený člověk konající dobro v ještě šílenějším světě musí nutně dojít k tragickému konci. Dílo zobrazuje, jak obyčejného člověka ponižuje a pokřivuje diskriminace a strach.

## Příběh
Příběh pojednává o osudu pražského Žida Theodora Mundstocka. Před válkou byl obyčejným pomocníkem v prodejně s provazy, za války je nucen pracovat jako metař. Od doby, kdy byl vyhozen ze své původní práce, prožívá řadu halucinací a dialogů se svým stínem (kterému říká Mon) způsobených jeho psychickou nemocí – schizofrenií. Protože je sužován možností, že bude transportován do koncentračního tábora, rozhodne se připravit, aby tam dokázal přežít.
Ve vidinách se mu zjevuje pan Vorjahren, který je do koncentračního tábora transportován. Z jeho cesty si Theodor Mundstock přebírá poznatky o tom, jak takovým transportem projít bez újmy. S pedantskou pečlivostí si hekticky vytváří různé postupy. Trénuje tahání a správné držení těžkého kufru, spí na pryčně, trénuje, jak bude mluvit s dozorci, moří se hladem a zkouší si i svou vlastní popravu. Postupně se cítí být připraven a jeho strach i příznaky psychické nemoci ustupují. 
Když jsou zanedlouho transportováni Mundstockovi známí a dávají mu do péče svého syna Šimona, začne ho učit své postupy, aby i jemu dal stejnou šanci na přežití. Jednoho dne dostanou povolání k transportu i oni a pan Mundstock je šťastný, protože už nežije v nejistotě. Při cestě na shromaždiště spatří Šimona na protějším chodníku a chce k němu přejít. Zastaví se však vprostřed silnice, aby si přehodil z ruky do ruky kufr, přesně podle svého postupu, a srazí ho německé vojenské auto (nikoli sanitka, jak se často mylně uvádí). Na všechno se připravit nelze.

## Zajímavosti
- Na uživatelském webu Databáze knih se autorův románový debut řadí k nejvýznamnějším dílům Ladislava Fukse, o čemž svědčí také překlad tohoto románu do několika jazyků. Vysokého ocenění se mu dostalo zejména v Německu, Polsku a Maďarsku.
- Slavný komik Charlie Chaplin postavu Theodora Mundstocka obdivoval, dokonce projevil zájem o její ztvárnění v celovečerním filmu. Kvůli úbytku sil stárnoucího tvůrce však k realizaci projektu nedošlo.[3]
- Kromě jiných zpracování byla kniha převedena v roce 1984 do divadelní podoby v Činoherním studiu v Ústí nad Labem v režii Jaroslava A. Haidlera, který v ní hraje hlavní a jedinou roli. Inscenace byla na programu Činoherního studia ještě v roce 2022.[4] Kromě Česka byl tento kus hrán i v Německu.